# 新孢霉素
新霉素/多粘菌素B/杆菌肽，也叫三重抗生素软膏（英語：triple antibiotic ointment），是一种家用皮表抗生素。在西方世界最常见的商品名新孢霉素（Neosporin）是由强生公司推出。

## 連接
- Official website
- PubMed Health page （页面存档备份，存于）